# Covarachía (ort)
Covarachía är en ort i Colombia.   Den ligger i departementet Boyacá, i den centrala delen av landet, 260 km nordost om huvudstaden Bogotá. Covarachía ligger 2 298 meter över havet och antalet invånare är 590.
Terrängen runt Covarachía är bergig österut, men västerut är den kuperad. Covarachía ligger uppe på en höjd. Runt Covarachía är det ganska tätbefolkat, med 52 invånare per kvadratkilometer. Närmaste större samhälle är Capitanejo, 4,8 km nordost om Covarachía. Trakten runt Covarachía består i huvudsak av gräsmarker.